# غريغ غاريت
غريغ غاريت (بالإنجليزية: Greg Garrett)‏ هو لاعب كرة قاعدة أمريكي، ولد في 12 مارس 1947 في أتاساديرو في الولايات المتحدة، وتوفي في 7 يونيو 2003 في نيوهال ‏ في الولايات المتحدة.

## وصلات خارجية
- غريغ غاريت على موقع دوري كرة القاعدة الرئيسي (الإنجليزية)
- غريغ غاريت على موقعبيزبول رفرنس.كوم (الدوري الرئيسي) (الإنجليزية)
- غريغ غاريت على موقع إي إس بي إن.كوم (أم.أل.بي) (الإنجليزية)